# Hélène Carrère d'Encausse
Hélène Carrère, més coneguda com a Hélène Carrère d'Encausse, nascuda Hélène Zourabichvili (París, 6 de juliol de 1929 - París, 5 d'agost de 2023) fou una historiadora i política francesa. Especialitzada en història de Rússia, va ser Gran Creu de la Legió d'Honor i membre de l'Acadèmia Francesa d'ençà del 1990. Hi va ocupar la cadira número 14 i en fou elegida secretària perpètua el 1999, sent la primera dona que ocupa aquest lloc.
D'ideologia conservadora, va ser elegida diputada europea en la llista d'unió dels partits de dreta, l'RPRi l'UDF el 1994 i es quedà al Parlament Europeu fins al 1999.

## Dades biogràfiques
Filla de Giorgi Zurabishvili i de Nathalie von Pelken, casada amb Louis Carrère d'Encausse, negociant en assegurances, fill dels músics Albert Georges Carrère i de Pauline Dencausse.
Hélène Carrère descendeix d'una família d'aristòcrates georgians que van conèixer la prosperitat i, després de la revolució russa, la pobresa. Dispersos posteriorment a Europa, els seus ancestres van ser servidors de l'imperi rus als quals Carrère els segueix la petjada històrica. Precisament sobre la història del seu país d'origen ha donat cursos a la Sorbona i després a l'Institut d'Estudis Polítics de París.

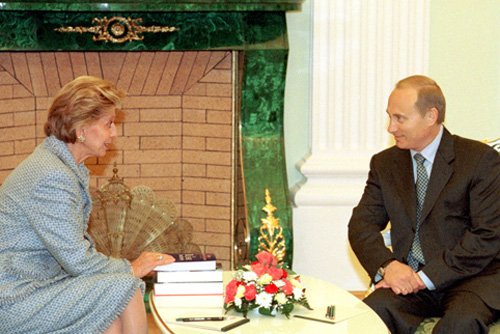
Hélène Carrère d'Encausse amb el president rus Vladímir Putin, en octubre de 2000.

El 1978 ella va predir la fi de l'URSS en el seu llibre L'Empire éclaté, no per efecte de les accions deliberades de Ronald Reagan o del Papa Joan Pau II, sinó a causa, segons la historiadora, de la forta natalitat de repúbliques musulmanes de l'Àsia central. Aquesta predicció va resultar parcialment equivocada, ja que el moviment de secessió va venir dels països del Bàltic, la porció més europea de la vella URSS, mentre que les repúbliques musulmanes es van mantenir globalment en calma fins que van tenir accés a la seva independència.
Carrère ha estat professora convidada de diverses universitats a Amèrica del Nord i al Japó. Té un doctorat honoris causa de la Universitat de Mont-real i de la Universitat Catòlica de Lovaina. Va ser presidenta de la Ràdio Sorbonne a Ràdio France de 1984 a 1987. Va ser també membre de la Comissió de coneixedors per a la reforma del codi sobre la nacionalitat a França el 1986-1987.
Durant l'any de 1992, va ocupar el càrrec de consellera al Banc Europeu de Reconstrucció i Desenvolupament participant en l'elaboració d'una política d'assistència per a la democratització dels antics països comunistes. Va ser elegida a les eleccions al Parlament Europeu de 1994, actuant com a vicepresidenta de la Comissió d'Assumptes Estrangers i de Defensa i com a vicepresident de la Comissió d'Arxius Diplomàtics de França. També ha presidit la Comissió de Ciències de l'Home al Centre Nacional del Llibre de 1993 a 1996. Va ser nomenada el 1998 membre del Consell Nacional per al Desenvolupament de les Ciències Humanes i Socials. En 2004, va ser presidenta del Consell Científic de l'Observatori Estadístic d'Immigració i Integració.
Va rebre el premi Aujourd'hui pel seu llibre L'Empire éclaté el 1978; el premi Louise Weiss el 1987; el premi Comenius el 1992 pel conjunt de la seva obra i el premi Ambassadeurs el 1997, pel seu llibre Nicolas II de Russie. És membre associada de la Reial Acadèmia de Bèlgica.
Va ser elegida a l'Acadèmia Francesa el 13 de desembre de 1999, ocupant la cadira número 14 que va heretar de Jean Mistler. Immediatament va ser nomenada Secretària perpètua de l'Acadèmia, reemplaçant Maurice Druon.
Hélène Carrère és mare de l'escriptor Emmanuel Carrère, de l'advocada Nathalie Carrère i de la metgessa i periodista Marina Carrère d'Encausse. És germana del compositor Nicolas Zourabichvili i cosina de Salomé Zourabichvili, que fou ambaixadora de França a Geòrgia, després ministra d'Afers Exteriors de Geòrgia i Presidenta de Geòrgia des de 2018.

## Reconeixements
- Gran Creu de la Legió d'Honor el 30 de desembre de 2011
- Oficial de l'Orde Nacional del Mèrit
- Comanadora de l'Orde de les Arts i les Lletres
- Comanadora de l'Orde de Leopold de Bèlgica
- Comendador de l'Orde de la Creu del Sud de Brasil
- L'Orde d'Honor de Rússia[3]

## Obres
- Estudis

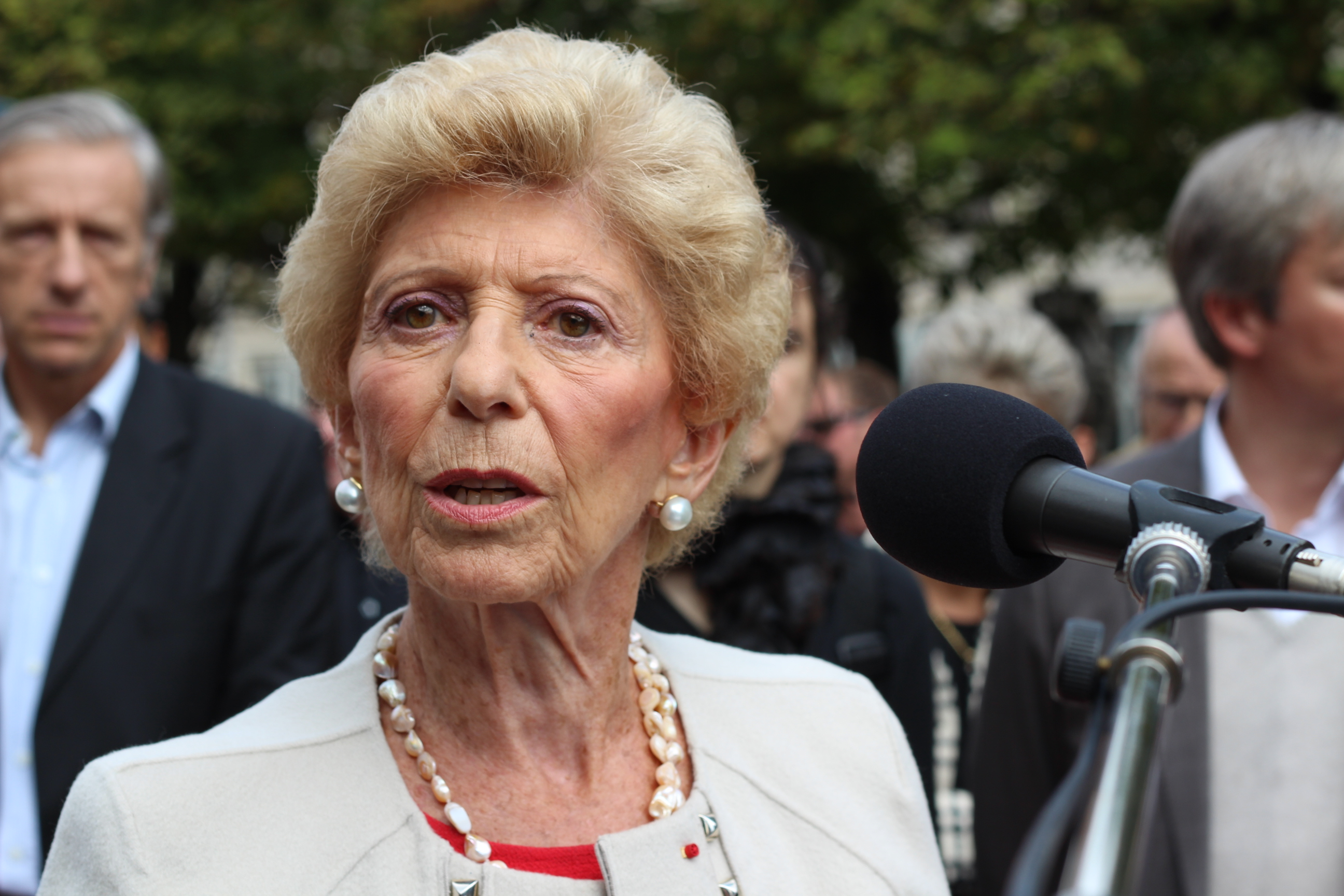
Hélène Carrère d'Encausse el 2013

  - Réforme et Révolution chez les musulmans de l'empire russe, Paris, Presses FNSP, 1966.
  - Le Marxisme et l'Asie, Paris, A. Collin, 1966 (en collaboration avec Stuart Schram).
  - L'Union Soviétique. De Lénine à Staline, Paris, Éditions Richelieu, 1972, 442 p.
  - La politique soviétique au Moyen-Orient, Paris, Presses FNSP, 1976.
  - L'Empire éclaté, Paris, Flammarion, 1978, 320 p. [prix Aujourd'hui].
  - Le Pouvoir confisqué. Gouvernants et gouvernés en URSS, Paris, Flammarion, 1980, 336 p.
  - Le Grand Frère: l'Union soviétique et l'Europe soviétisée, Paris, Flammarion, 1983, 384 p.
  - La déstalinisation commence, Paris/Bruxelles, Complexe, 1986, 208 p.
  - Ni paix ni guerre: le nouvel empire soviétique ou du bon usage de la détente, Paris, Flammarion, 1986, 396 p.
  - Le Grand Défi: bolcheviks et nations, 1917-1930, Paris, Flammarion, 1987, 340 p.
  - Le Malheur russe. Essai sur le meurtre politique, Paris, Fayard, 1988, 560 p.
  - La Gloire des nations ou La fin de l'empire soviétique, Paris, Fayard, 1990, 492 p.
  - Victorieuse Russie, Paris, Fayard, 1992, 440 p.
  - L'URSS, de la Révolution à la mort de Staline, 1917-1953, Paris, Seuil, 1993, 384 p.
  - The Nationality Question in the Soviet Union and Russia, Oslo, Scandinavian University Press, 1995.
  - La Russie inachevée, Paris, Fayard, 2000, 360 p. (Prix Nouveau Cercle Interallié 2000)
  - L'Impératrice et l'Abbé, un duel littéraire inédit entre Catherine II et l'abbé Chappe d'Auteroche, Paris, Fayard, 2003, 640 p.
  - Nations et Saint-Siège aux XXe siegle, colloque sous la dir. d'Hélène Carrère d'Encausse, Paris, Fayard, 2003, 462 p.
  - Russie, la transition manquée, coll. "Les Indispensables", Paris, Fayard, 2005, 1032 p.
  - L'Empire d'Eurasie, une histoire de l'Empire russe de 1552 à nos jours, Paris, Fayard, 2005, 506 p.
  - La Deuxième Mort de Staline, Paris, Éditions Complexe, 2006, 276 p.
  - La Russie entre deux mondes, Paris, Fayard, 2010, 327 p.
  - Des siècles d'immortalité. L'Académie française, 1635-..., Paris, Fayard, 2011.
  - Les Romanov, une dynastie sous le règne du sang, Fayard, 2013, 442 p.
- Biografies
  - Lénine: la révolution et le pouvoir, Paris, Flammarion, 1979, 297 p.
  - Staline, l'ordre par la terreur, Paris, Flammarion, 1979, 288 p.
  - Nicolas II. La transition interrompue, Paris, Fayard, 1996, 552 p.
  - Lénine, Paris, Fayard, 1998, 698 p. (réédition: Lénine: biographie, Arthème Fayard/Le Nouvel Observateur, 2012, 478 p.).
  - Catherine II. Un âge d'or pour la Russie, Paris, Fayard, 2002, 656 p.
  - Alexandre II, le printemps de la Russie, Fayard, 2008, 522 p.
- Articles 
  - « Les survivances pré-islamiques chez les musulmans de l'URSS », 1961.
  - « La politique culturelle du pouvoir tsariste au Turkestan, 1867-1917 », 1962.
  - « Les routes commerciales de l'Asie centrale et les tentatives de reconquête d'Astrakhan », 1970.